# Sorelle dell'Immacolata
Le Sorelle dell'Immacolata sono un istituto religioso femminile di diritto pontificio: le suore di questa congregazione pospongono al loro nome la sigla C.G.

## Storia
La congregazione fu fondata dal sacerdote Domenico Masi: cappellano militare durante la prima guerra mondiale, volle avviare un'opera a favore degli orfani dei caduti.
Masi trovò un valido aiuto nella maestra elementare Maria Caterina Ferreri che, insieme con alcune compagne, l'8 dicembre 1925 emise a Miramare di Rimini la prima professione dei voti, dando inizio a una nuova famiglia religiosa.
Le suore estesero rapidamente la loro opera da Rimini a Morciano, San Clemente, Saludecio, Santarcangelo e, dopo la seconda guerra mondiale, a Bologna, Ferrara, Imperia, Roma; nel 1970 fu aperta la prima missione in Venezuela.
La congregazione ricevette il pontificio decreto di lode il 24 febbraio 1960.

## Attività e diffusione
Le suore si dedicano soprattutto all'educazione dell'infanzia e della gioventù, specialmente di quella povera e abbandonata, ma anche all'assistenza agli anziani e all'apostolato parrocchiale e missionario.
Oltre che in Italia, sono presenti in Asia (Filippine, Indonesia) e nell'America del Sud (Paraguay, Venezuela); la sede generalizia è a Miramare di Rimini.
Alla fine del 2008 la congregazione contava 162 religiose in 23 case.